# Santa Pudenciana (título cardenalicio)
Santa Pudenciana es un título cardenalicio de la Iglesia Católica. Fue constituido en torno al año 112 por el papa Alejandro I en sustitución del de San Pudente que se encontraba en el lugar en el que había vivido San Pedro alrededor del año 42. En el año 160 el papa Pío I añadió a la iglesia un oratorio y se lo asignó a su amigo Pastore, por lo que también es conocido como San Pastore.
La iglesia fue reconstruida por el papa Siricio en el siglo IV, apareciendo el título de Santa Pudenciana por primera vez en una inscripción datada de 384. Posteriormente, aparece con el nombre de Pudentis en el Concilio de Roma de 595. Este título se nombra en las bibliografías de los papas Adriano I y León III, recogidas en el Liber pontificalis, como Prudentiis et Pudentianae. El catálogo que elaboró Pietro Mallio durante el pontificado del papa Alejandro III relaciona el título de Sanctae Potentianae con la basílica de Santa María la Mayor donde sus sacerdotes celebraban misa. Una lista de 1492 lo nombra de esa manera perodesde el siglo XVI el título ha sido siempre conocido por el nombre de Santa Pudenciana.

## Titulares
- Siricio  (prima del 384 - 11 de diciembre 384) elegido papa Siricio
- Asterio (494 - ?)
- Basso (590 - ?)
- Sergio (745 - ?)
- Romano (805 - prima del'853)
- Romano (853 - ?)
- Benedetto (1077 - prima del 1099)
- Ottone (1099 - prima del 1105)
- Giovanni (1105 - circa 1113)
- Corrado (1113 - circa 1130)
  - Giovanni Dauferio, pseudocardenal del antipapa Anacleto II (1130 - circa 1135)
- Griffone (1135 - 22 de abril de 1139)
- Presbítero (1139 - 1140)
- Pietro (1140 - 1144)
- Guido Clemente Cybo (diciembre de 1144 - 1159 ?)
- Gerardo (febrero de 1159 - circa 1164)
- Boso Breakspear (o Boson), E.B.C. (1165 - 1181)
- Paolo Scolari (1180 - diciembre de 1180) Fue papa Clemente III
- Giordano dei conti di Ceccano, O.Cist. (12 de marzo de 1188 - 23 de marzo de 1206)
- Pietro Sasso (o Sassi, o Saxonis) (1205 - 1219)
- Barthélemy (18 de septiembre de 1227 - 15 de marzo de 1231)
- Girolamo Masci, O.Min. (12 de marzo de 1278 - 12 de abril de 1281) Fue papa Nicolás IV
- Robert de Pontigny, O.Cist. (18 de septiembre de 1294 - 9 de octubre de 1305)
- Guillaume Ruffat des Forges (1306 - 24 de febrero de 1311)
- Raymond de Saint-Sever, O.S.B.Clun. (23 de diciembre de 1312 - 19 de julio de 1317)
- Pierre des Prés (1320 - 25 de mayo de 1323)
- Rainolfo de Monteruc (o de Gorza, o de la Gorse) (18 de septiembre de 1378 - 15 de agosto de 1382)
- Marino del Giudice (c. 1383 - 11 de enero de 1386)
  - Bertrande de Chanac (9 de marzo de 1386 - 21 de mayo de 1401), pseudocardenal del antipapa Clemente VII
- Bartolomeo Oleario, O.F.M. (18 de diciembre de 1389 - 16 de abril de 1396)
- Angelo d'Anna de Sommariva, O.S.B.Cam. (mayo de 1396 - 23 de septiembre de 1412)
  - Otón de Moncada y de Luna (2 de octubre de 1440 - 13 de abril de 1445), pseudocardenal del antipapa Felix V
- Guillaume d'Estouteville (1459 - ?)[1]
- Guillaume Briçonnet (19 de enero de 1495 - 17 de septiembre de 1507)
- Pietro Isvalies (o Isuales, o Isuali, o Isuagles, o Suaglio) (18 de agosto de 1507 - 22 de septiembre de 1511)
- Mateo Schinner (22 de septiembre de 1511 - 30 de septiembre de 1522)
- Gianvincenzo Carafa (27 de abril de 1528 - 23 de julio de 1537)
- Rodolfo Pio (23 de julio de 1537 - 28 de noviembre de 1537)
- Ascanio Parisani (28 de enero de 1540 - 3 de abril de 1549)
- Giovanni Angelo de' Medici (10 de mayo de 1549 - 1 de septiembre de 1550)
- Giovanni Angelo de' Medici (23 de marzo de 1552 - 11 de diciembre de 1553)
- Scipione Rebiba (24 de enero de 1556 - 7 de febrero de 1565)
- Francisco Pacheco de Villena, diaconía pro illa vice (7 de febrero de 1565 - 17 de noviembre de 1565)
- Giovanni Francesco Gambara (17 de noviembre de 1565 - 3 de julio de 1570)
- Paolo Burali d'Arezzo, C.R. (20 de noviembre de 1570 - 17 de junio de 1578)
- Claude de la Jaume (24 de agosto de 1580 - 14 de junio de 1584)
- Enrico Caetani (15 de enero de 1586 - 13 de diciembre de 1599)
- Ascanio Colonna (15 de diciembre de 1599 - 30 de enero de 1606)
- Innocenzo Del Bufalo-Cancellieri (30 de enero de 1606 - 19 de noviembre de 1607)
- Bonifazio Caetani (19 de noviembre de 1607 - 24 de junio de 1617)
- Roberto Ubaldini (3 de julio de 1617 - 17 de mayo de 1621)
- Antonio Caetani (17 de mayo de 1621 - 17 de marzo de 1624)
- Luigi Caetani (1626 - 1642)
- Alderano Cybo-Malaspina (24 de abril de 1645 - 30 de enero de 1668)
- Rinaldo d'Este (12 de marzo de 1668 - 18 de marzo de 1671)
- Gaspare Carpegna (18 de marzo de 1671 - 14 de noviembre de 1672)
- Girolamo Gastaldi (17 de julio de 1673 - 13 de septiembre de 1677)
- Vacante (1677 - 1696)
- Federico Caccia (13 de agosto de 1696 - 14 de enero de 1699)
- Giovanni Maria Gabrielli, O.Cist. (3 de febrero de 1700 - 17 de septiembre de 1711)
- Vacante (1711 - 1716)
- Ferdinando Nuzzi (5 de febrero de 1716 - 1 de diciembre de 1717)
- Vacante (1717 - 1721)
- Carlos de Borja y Centellas (21 de junio de 1721 - 8 de agosto de 1733)
- Giuseppe Spinelli (14 de marzo de 1735 - 25 de septiembre de 1752)
- Antonino Sersale (20 de mayo de 1754 - 24 de junio de 1775)
- Andrea Gioannetti, O.S.B.Cam. (30 de marzo de 1778 - 8 de abril de 1800)
- Lorenzo Litta (23 de diciembre de 1801 - 26 de septiembre de 1814)
- Vacante (1814 - 1818)
- Fabrizio Sceberras Testaferrata (25 de mayo de 1818 - 3 de agosto de 1843)
- Tommaso Pasquale Gizzi (25 de enero de 1844 - 3 de junio de 1849)
- Nicholas Patrick Stephen Wiseman (3 de octubre de 1850 - 15 de febrero de 1865)
- Luciano Napoleón Bonaparte (16 de marzo de 1868 - 19 de septiembre de 1879)
- Domenico Sanguigni (27 de febrero de 1880 - 20 de noviembre de 1882)
- Włodzimierz Czacki (15 de marzo de 1883 - 8 de marzo de 1888)
- Giuseppe Benedetto Dusmet, O.S.B.Cas. (14 de febrero de 1889 - 4 de abril de 1894)
- Victor-Lucien-Sulpice Lécot (21 de mayo de 1894 - 19 de diciembre de 1908)
- Francis Alphonsus Bourne (30 de noviembre de 1911 - 1 de enero de 1935)
- Luigi Maglione (18 giugno 1936 - 22 de agosto de 1944)
- Jules-Géraud Saliège (17 de mayo de 1946 - 5 de noviembre de 1956)
- Alberto di Jorio, diaconía pro illa vice (18 de diciembre de 1958 - 26 de junio de 1967); (26 giugno 1967 - 5 de septiembre de 1979)
- Vacante (1979 - 1983)
- Joachim Meisner (2 de febrero de 1983 - 5 de julio de 2017)
- Thomas Aquino Manyo Maeda (28 de junio de 2018 - actual)